# Авью-думутские языки
Авью-думутские языки — семья трансновогвинейских языков, на которых говорят в Западной Новой Гвинее. Шесть языков являются достаточно изученными для базового описания; не ясно, сколько и какие из дополнительных названий (в скобках) могут представлять отдельные языки.
Кроме того, языки короваи и сави тоже могут относиться к авью-думутской семье, но не были достаточным образом классифицированы. Язык арио (шимагахе) был включен в семью С. А. Вурмом, У. Фоли и другими исследователями папуасских языков, но не перечислен в обзоре Университета Амстердама или в справочнике Ethnologue.

## Классификация
- Авью-думутская семья
  - Авью ветвь: агху, асуэ-авью, (джаир-авью), северный авью, центральный авью, (эдера-авью), южный авью
  - Думутская ветвь: вамбон, (ванггом), кетум, комбаи, мандобо-атас (каэти), мандобо-бавах (каэти)
  - Коровайская ветвь: короваи
  - Сави ветвь: сави (савуй)